# Deinotherium bozasi
Deinotherium bozasi – wymarły trąbowiec z rodzaju Deinotherium.

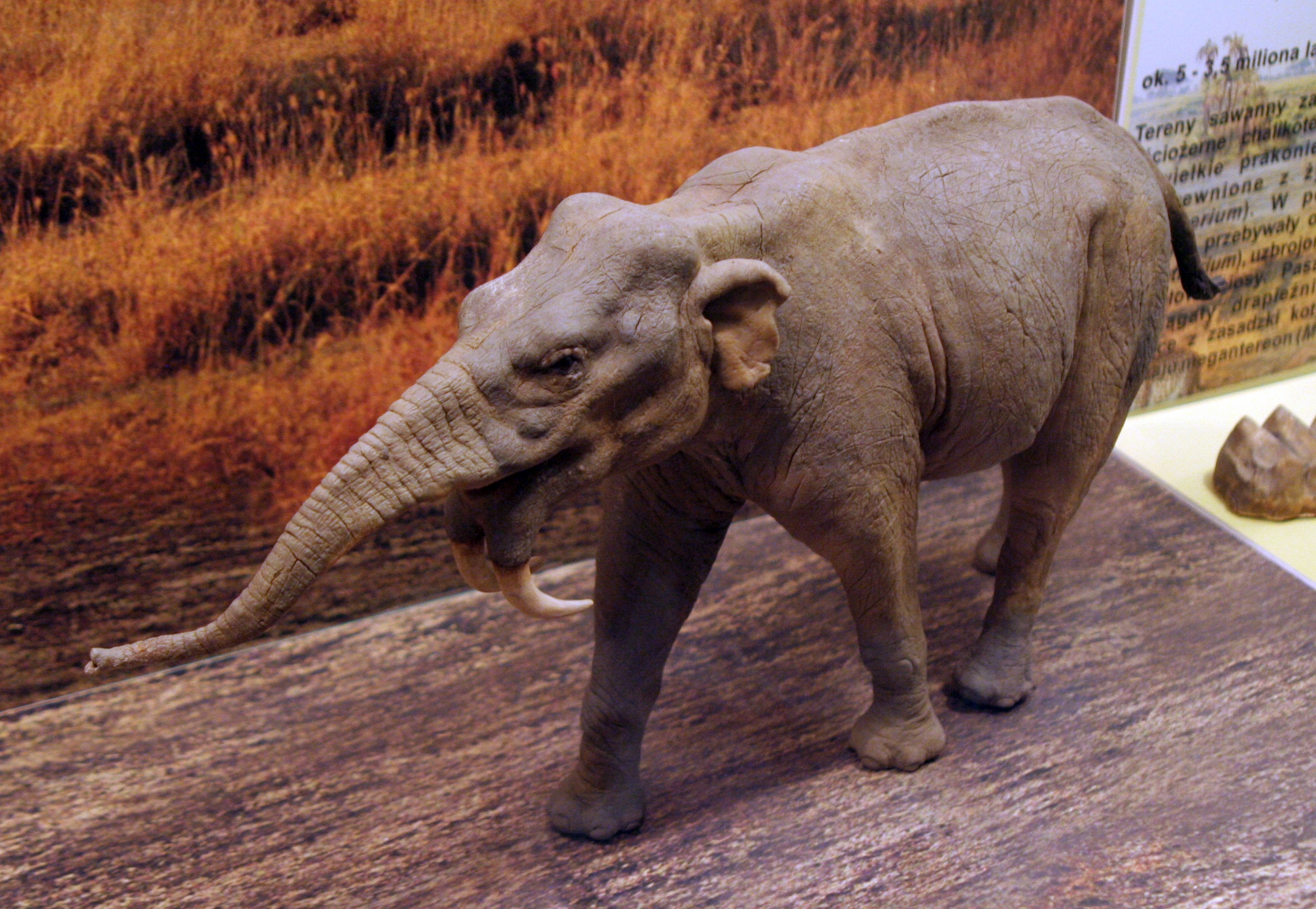
Rekonstrukcja Deinotherium, Muzeum Ewolucji PAN w Warszawie

Mógł on być wraz z Deinotherium gigantissimum najpotężniejszym trąbowcem w dziejach. Wielkością i wagą ustępowały wśród ssaków lądowych jedynie Indricotherium z oligocenu i miocenu. Ich wysokość ocenia się na ponad 5 metrów w kłębie, a masę na 12 ton (samce). Zasiedlał wschodnią Afrykę (między innymi wąwóz Oldovai), w plejstocenie równocześnie z właściwymi słoniami oraz pierwotnymi człowiekowatymi.
Deinotherium bozasi pojawił się ok. 3,2 mln lat temu i ostatecznie wymarł ok. 500 tys. lat temu, a więc bardzo niedawno w skali geologicznej, na skutek dalszego osuszenia się klimatu i zaniku leśnych biotopów. Był to ostatni gatunek z tej rodziny.